# André van de Werve de Vorsselaer
André Léon Ghislain Marie Joseph Van De Werve De Vorsselaer (ur. 10 kwietnia 1908 Antwerpii, zm. 6 października 1984 tamże) – belgijski florecista, brązowy medalista igrzysk olimpijskich i mistrzostw świata.
Pochodził ze szlacheckiego rodu Van de Werve.
Na igrzyskach olimpijskich w Berlinie w 1936 roku zajął piąte miejsce w turnieju drużynowym. Po II wojnie światowej wystąpił na igrzyskach olimpijskich w Londynie w 1948 roku, gdzie Belgowie w składzie: Georges de Bourguignon, Henri Paternóster, Édouard Yves, Raymond Bru, André Van De Werve De Vorsselaer i Paul Valcke zdobyli drużynowo brązowy medal. W rywalizacji indywidualnej odpadł w ćwierćfinałach.
Podczas mistrzostw świata w Lizbonie w 1947 roku razem z Robertem Michielsem, Paulem Valcke i Édouardem Yvesem zdobył brązowy medal we florecie drużynowym.
Był osobistym nauczycielem szermierki króla Egipt Faruka I.